# Sándor Zsótér
Sándor Zsótér (ur. 20 czerwca 1961 w Budapeszcie) – węgierski aktor, dramaturg, reżyser i wykładowca na wydziale aktorskim budapeszteńskiego Uniwersytetu Filmowego i Teatralnego (Színház- és Filmművészeti Egyetem), laureat nagrody Kossutha.

## Życiorys
Jego rodzicami byli Sándor Zsótér i Éva Mali. W 1983 roku ukończył studia na wydziale dramaturgicznym budapeszteńskiego Uniwersytetu Filmowego i Teatralnego. W latach 1983–1985 był dramaturgiem w teatrze Hevesi Sándor Színház w Zalaegerszegu, w latach 1985-1986 w Szigligeti Színház w Szolnoku, w latach 1986–1990 w budapeszteńskim Radnóti Miklós Színház a między 1990 i 1992 w  Móricz Zsigmond Színház w Nyíregyházie. W latach 1992–1994 był reżyserem w  Miskolci Nemzeti Színház w Miszkolcu, a w latach 1994–1996 głównym reżyserem w Szigligeti Színház w Szolnoku. Od 1996 roku jest nauczycielem w budapeszteńskim Uniwersytecie Filmowym i Teatralnym. W 1996 roku zaangażował się do Szegedi Nemzeti Színház, a w 1999 do Radnóti Miklós Színház. Od 2008 roku jest członkiem egerskiego teatru Gárdonyi Géza Színház.
Gościnnie reżyserował między innymi w teatrach Nemzeti Színház, Vígszínház, Magyar Állami Operaház, Budapesti Katona József Színház i Krétakör Színház.

## Dzieła sceniczne
Ilość premier zarejestrowanych w Színházi Adattár (Archiwum Teatralnym): jako aktor: 8; jako reżyser: 91, jako autor: 10.

### Jako aktor
- Gergely Csiky: Mukányi....
- Imre Sarkadi: Oszlopos Simeon, avagy lássuk Uramisten, mire megyünk ketten....Jób (Hiob)
- Aleksandr Ostrowski: Vihar (Burza)....Ványa Kudrjas (Wania Kudriasz)
- Babel: Húsvét....Janek
- Sofokles: Oidipusz (Król Edyp)....Pap (kapłan)
- Shaw: Johanna (Święta Joanna)....Ügyész (Prokurator)
- Határ Győző: Jézus Krisztus születése....Jézus
- Coetzee: Szégyen (Hańba)....
- Władimir Sorokin: A jég (Lód)

### Jako autor
- Koldus és királyfi (1986)
- Utazás a Föld körül nyolczvan nap alatt (1990)
- Danton (1990)
- 'hölgy kaméliák nélkül' (1993)
- Zalaszentivánéji álom (1993)
- Macskajátékok (1997)
- A világ feleségei (2003)
- Jane Eyre (2006)
- Elkéstél, Terry! (2009)
- Az 1/2 kegyelmű (2012)

### Jako reżyser
- Barillet-Grédy: A kaktusz virága (1991)
- William Szekspir: Titus Andronicus (1991)
- Rostand: Cyrano (Cyrano de Bergerac) (1992)
- Williams: Orpheus alászáll (Orfeusz zstępujący)(1992)
- Büchner: Woyzeck (1992)
- Dumas-Mann: 'hölgy kaméliák nélkül' (1993)
- Genet: A paravánok (Parawany) (1993, 2000)
- Berkoff: Görög (1994)
- Wyspiański: Novemberi éj (Noc listopadowa) (1994)
- Mihály Vörösmarty: Csongor és Tünde (1995, 2004)
- Wiktor Hugo: A király mulat (Rigoletto) (1995)
- Seneca-Kane: Phaedra (1995, 2003)
- András Forgách: A pincér (1995)
- László Garaczi: Mizantróp (1995)
- Bernhard: A világjobbító (Naprawiacz świata) (1996)
- Péter Esterházy: Búcsúszimfónia (1996)
- Goethe: Faust (1996)
- Hauptmann: A patkányok (Szczury) (1997)
- Rostand: A sasfiók (Orlę) (1997)
- István Örkény: Macskajátékok (Gra w koty) (1997)
- Jahnn: III. Richárd megkoronázása (1997)
- Hauptmann: Henschel fuvaros (Woźnica Henschel) (1997)
- Arthur Miller: Az ügynök halála (Fejének belseje) (Śmierć komiwojażera) (1997, 2003)
- Brecht: A vágóhidak Szent Johannája (Święta Joanna szlachtuzów) (1998)
- Kesselring: Arzén és levendula (Arszenik i stare koronki) (1998)
- Lajos Parti Nagy: Ibusár (1998)
- Brecht: Rettegés és ínség (Strach i nędza III Rzeszy) (1998)
- William Szekspir: Pericles, Tyrus hercege (1999)
- William Szekspir: Falstaff (1999)
- Mayenburg: Lángarc (1999)
- Frank Wedekind: A tavasz ébredése (1999)
- Churchill: Az iglic (2000)
- William Szekspir: Athéni Timon (2000)
- Britten: Szentivánéji álom (Sen nocy letniej) (2001)
- Eurypides: Bakkhánsnők (Bachantki) (2001)
- Kane: Megtisztulva (Oczyszczeni) (2001)
- Brecht: A szecsuáni jólélek/jóember (Dobry człowiek z Syczuanu) (2001)
- Brecht: Galilei élete (Żywot Galileusza) (2002)
- Kane: Szétbombázva (Zbombardowani) (2002)
- Eurypides: Getting Horny (2002)
- Jahnn: Medea (2002)
- Schönberg: Várakozás (Oczekiwanie)(2003)
- Zemlinsky: A törpe (Karzeł) (2003)
- Duffy: A világ feleségei (2003)
- Brecht: A kaukázusi krétakör (Kaukaskie kredowe koło) (2003)
- Brecht: Kurázsi mama és gyerekei (Matka Courage i jej dzieci) (2004, 2006, 2012)
- Friedrich Schiller: Stuart Mária (2004)
- Brecht: Arturo Ui feltartóztatható felemelkedése (Kariera Artura Ui) (2004, 2009)
- Kleist: Pentheszileia (2004)
- Scribe: Adrienne (2005)
- Henrik Ibsen: Peer Gynt (2005)
- Maurice Maeterlinck: A kék madár (Niebieski ptak) (2006)
- Brecht: A városok dzsungelében (2006)
- Wyspiański: Akropolisz (2006)
- Charlotte Brontë: Jane Eyre (2006)
- József Katona: Bánk bán (2007)
- Bertolt Brecht: Az anya (Matka) (2007)
- William Shakespeare: Lear király (Król Lear) (2007)
- Friedrich Dürrenmatt: Az öreg hölgy látogatása (Wizyta starszej pani) (2007)
- Sándor Weöres: Octopus, avagy Szent György és a Sárkány históriája (2008)
- Koltès: A néger és a kutyák harca (Walka czarnucha z psami) (2008)
- William Szekspir: A velencei kalmár (Kupiec wenecki) (2008)
- William Szekspir: Lír (2008)
- Maksym Gorki: Vassza Zseleznova (Wassa Żeleznowa) (2008)
- Bertolt Brecht: A kivétel és a szabály (Wyjątek i reguła) (2008)
- Raymond Chandler: Elkéstél, Terry! (2009)
- Haydn: Orfeusz és Euridiké, avagy a filozófus lelke (Dusza filozofa albo Orfeusz i Eurydyka) (2009-2010)
- Musset: Lorenzaccio (2009)
- William Szekspir: Hamlet (2009)
- Szabolcs Fényes: Maya (2010)
- Kander-Ebb: Chicago (2010)
- Claudel: A selyemcipő (Atłasowy trzewiczek) (2010)
- Bertolt Brecht: Félelem és macskajaj a Harmadik Birodalomban (Strach i nędza III Rzeszy) (2010)
- Rózsi Meller: Meller-hadnagy (Notóriusok VII.) (2010)
- Beaumarchais: Figaro házassága (Wesele Figara) (2010)
- Labiche-Michel: Egy olasz szalmakalap (Słomkowy kapelusz) (2011)
- Williams: Vágyvillamos (Tramwaj zwany pożądaniem) (2011)
- Jelinek: Mi történt, miután Nóra elhagyta a férjét, avagy a társaságok támaszai (Co się zdarzyło, kiedy Nora opuściła męża albo Podpory społeczeństw) (2012)
- Dostojewski: Az 1/2 kegyelmű (2012)
- Bertolt Brecht: A gömbfejűek és a csúcsfejűek (2012)

## Filmy

### Filmy fabularne
- Ballagás (1980)
- Mennyei seregek (1983)
- Szerencsés Dániel (1985)
- Isten veletek, barátaim (1987)
- Miss Arizona (1987) (András)
- Hótreál (1988)
- Hanussen (1988)
- Könnyű vér (1989)
- Béketárgyalás, avagy az évszázad csütörtökig tart (1989)
- És mégis... (1991)
- Köd (1994)
- Ébredés (1995)
- Sorstalanság (2005)
- A hét nyolcadik napja (2006)
- Töredék (2007)
- Lányok (2007)
- Isteni műszak (2013)
- Biały Bóg[2] (2014)
- Syn Szawła (2015)

### Filmy telewizyjne
- Klapka légió (1983)
- Hamlet (1983)
- Szellemidézés (1984)
- Bevégezetlen ragozás (1985)
- Vonzások és választások (1985)
- Kaméliás hölgy (1986)
- T.I.R. (1987)
- A végtelenek a párhuzamosban találkoznak (1986)
- A Valencia-rejtély (1995)

## Scenariusze
- Nincsen nekem vágyam semmi (1999)
- Haláli történetek (1991)
- Szép napok (2002)
- A 78-as szent Johannája (2003)

## Nagrody
- Jászai Mari-díj (Nagroda Mari Jászai) (1998)
- A színikritikusok díja (Nagroda krytyków teatralnych) (1999, 2001, 2002, 2005, 2006, 2008, 2009, 2010, 2012, 2015)
- A fővárosi önkormányzat díja (nagroda samorządu stołecznego) (2001, 2003, 2008)
- Gundel művészeti díj (Nagroda artystyczna Gundela) (2001)
- A színházi találkozó díja (Nagroda spotkania teatralnego) (2003, 2004)
- Soros-díj (Nagroda Sorosa) (2003)
- Nádasdy Kálmán-díj (Nagroda Kálmána Nádasdyego) (2004)
- Kossuth-díj (Nagroda Kossutha) (2006)
- A filmszemle díja (Nagroda przeglądu filmowego) (2007)
- POSZT (2008) - nagroda za najlepszą reżyserię (Az öreg hölgy látogatása)